# お手玉 (松本清張)
『お手玉』（おてだま）は、松本清張の短編小説。『清張短篇新集』第7話として『小説新潮』1978年8月号に掲載され、1979年12月に短編集『隠花の飾り』収録の1作として、新潮社より刊行された。
1986年にテレビドラマ化されている。

## あらすじ
角野とみ子は、東北地方の歓楽温泉地で料理屋を営んでいたが、客あしらいは達者なくらい馴れていた。夫の栄治が心臓病で倒れたため、隣県から田原安雄が調理人として入った。やがて栄治は、病床ではなく、二階に昇る梯子段から転落して絶命した。とみ子は九つ年下の安雄を篭絡しており、安雄は自分の家に帰らなくなった。安雄の妻も気が弱く、とみ子に対して懇願することしかできなかった。続けてとみ子は信用金庫の理事長を出資者に引き入れたが、やがてとみ子と理事長は二階に泊まるようになった。安雄はとみ子と理事長が金で結びついた関係と割り切ることができず、その煩悶は誰の眼にもわかるようになっていた。ある朝、安雄が料理屋裏の小屋で死んでいるのが発見される。

## テレビドラマ
1986年6月16日、関西テレビ制作・フジテレビ系列(FNS)の「松本清張サスペンス 隠花の飾り」（22:00-22:54）の1作として放映。視聴率10.0％（ビデオリサーチ調べ、関東地区）。
キャスト
- 野川由美子
- 高橋幸治
- 河原崎建三
- 小松方正
- 佐久田修
- 草薙幸二郎
- 二木てるみ
- 十勝花子
- 塩野谷正幸
- 西川さくら（現・西川ひかる）
- 城戸卓
- 小松明義
- 城源寺くるみ
- 麻茶れい

スタッフ
- 脚本：柴英三郎
- 監督：田中登
- 制作：関西テレビ、松竹、霧企画

| 関西テレビ制作・フジテレビ系列 松本清張サスペンス・隠花の飾り | 関西テレビ制作・フジテレビ系列 松本清張サスペンス・隠花の飾り | 関西テレビ制作・フジテレビ系列 松本清張サスペンス・隠花の飾り |
| 前番組                                                        | 番組名                                                        | 次番組                                                        |
| ------------------------------------------------------------- | ------------------------------------------------------------- | ------------------------------------------------------------- |
| 遺墨 （1986.6.9）                                             | お手玉 （1986.6.16）                                          | 再春 （1986.6.23）                                            |